# 埃爾克福克鎮區 (密蘇里州佩蒂斯縣)
埃爾克福克鎮區（英語：Elk Fork Township）是位於美國密蘇里州佩蒂斯縣的一個行政鎮區。

## 地方資料
埃爾克福克鎮區的面積為93.60平方千米，當中陸地面積為93.07平方千米，而水域面積為0.52平方千米。根據2020年美國人口普查的數據，當地共有人口513人，而人口密度為每平方千米5.48人。